# Cadillac XT5
Cadillac XT5 – samochód osobowy typu SUV klasy wyższej produkowany pod amerykańską marką Cadillac od 2016 roku. Od 2024 roku produkowana jest druga generacja modelu.

## Pierwsza generacja

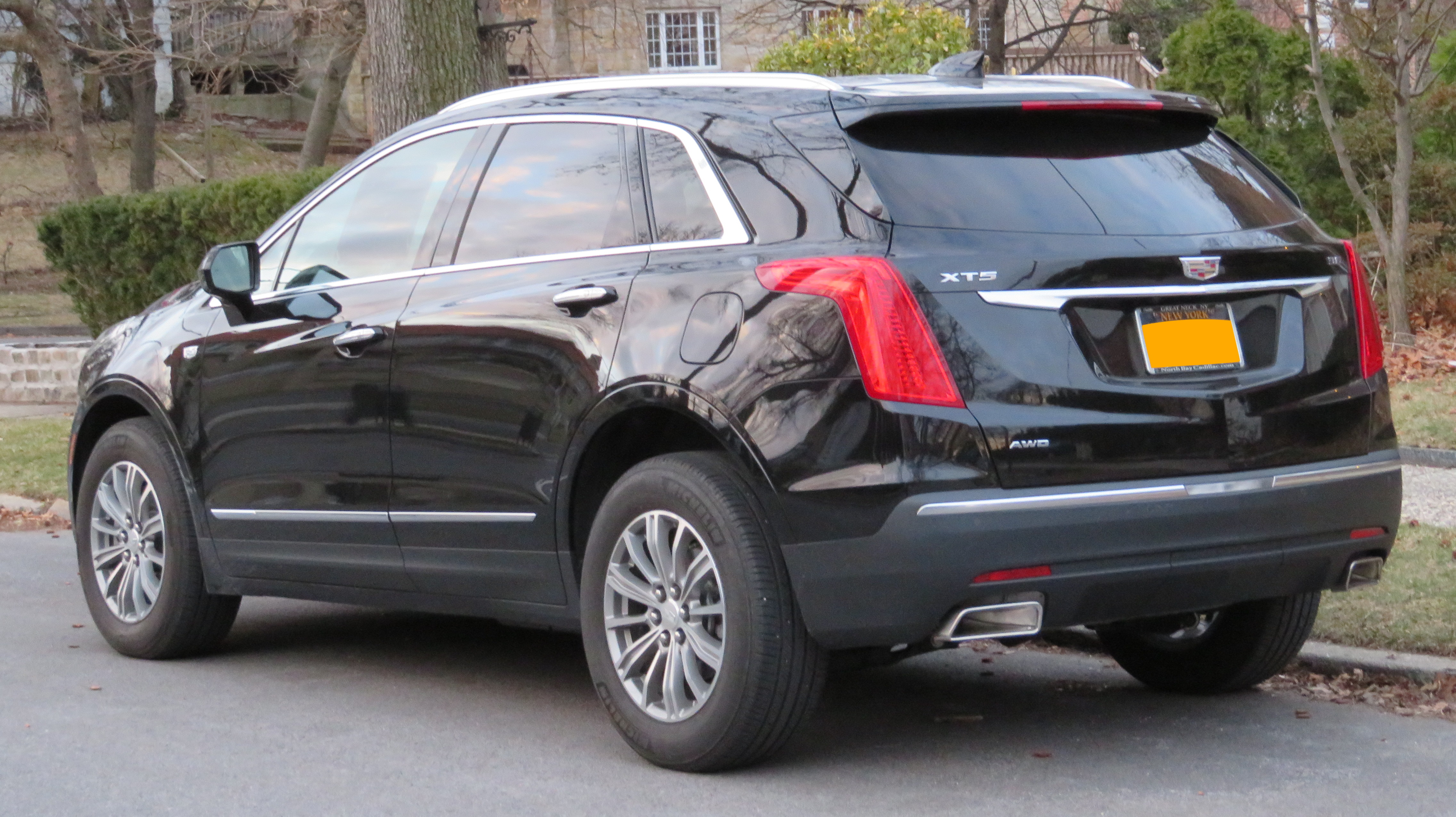
Cadillac XT5 I - tył

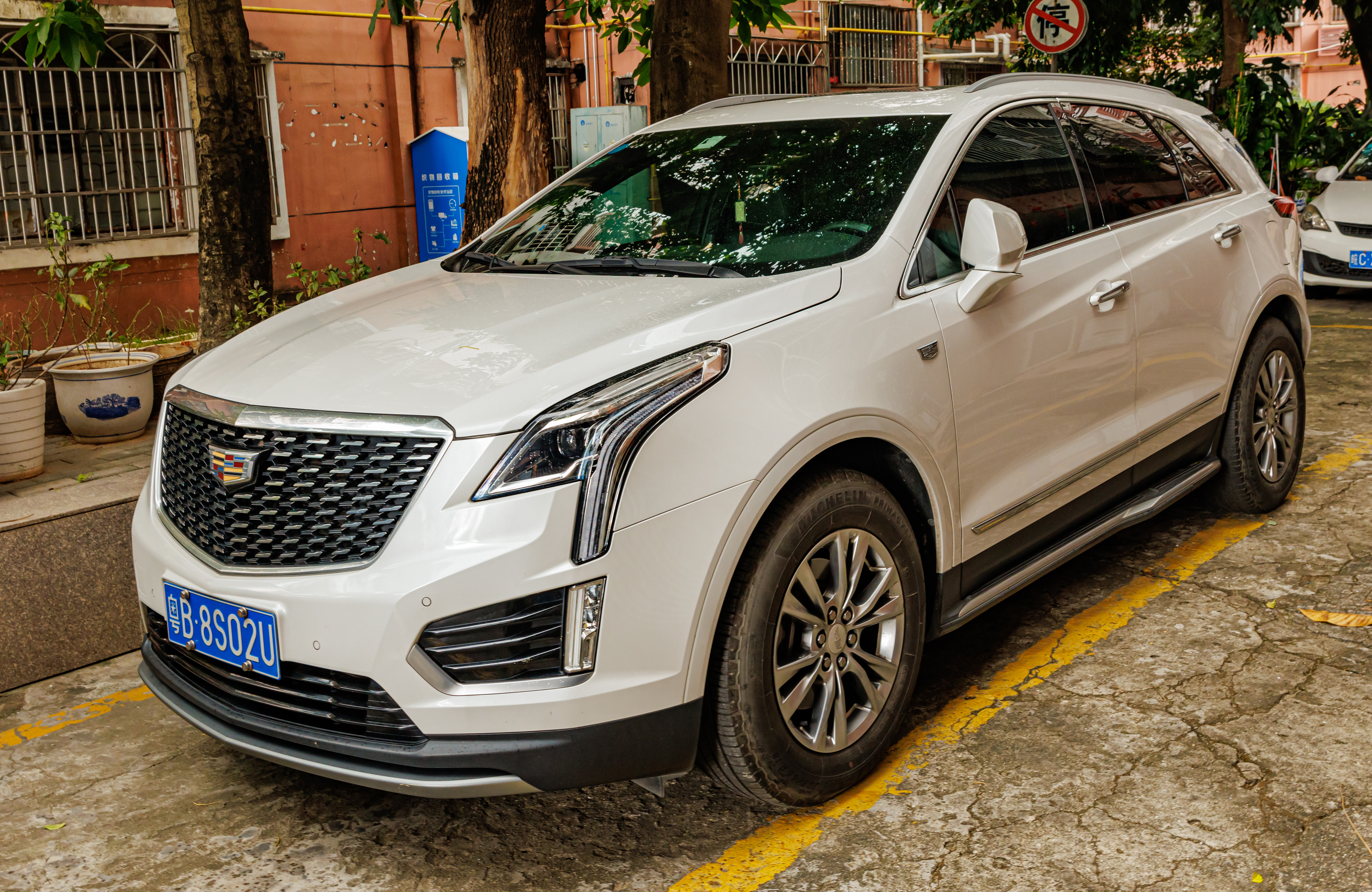
Cadillac XT5 I po liftingu

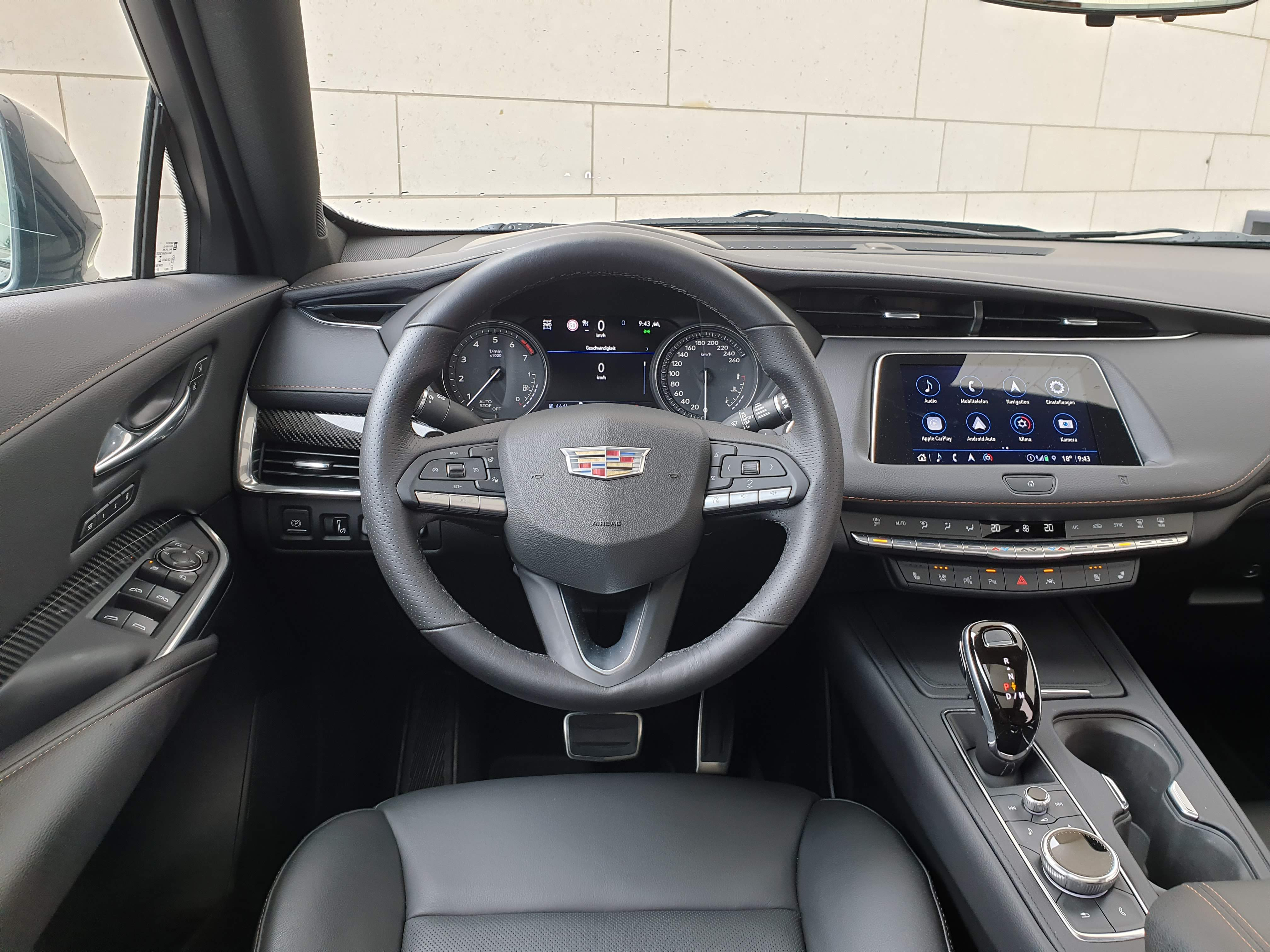
Cadillac XT5 I - kokpit

Cadillac XT5 I został zaprezentowany po raz pierwszy w 2015 roku.
Samochód został zbudowany jako następca modelu SRX na bazie płyty podłogowej oznaczonej kodem GM C1XX. W przeciwieństwie do poprzednika pojazd otrzymał zupełnie nowy grill, odświeżone logo marki, przemodelowany zderzak oraz reflektory przednie wyposażone w światła do jazdy dziennej wykonane w technologii LED z modelu CT6. Zachowano zarazem charakterystyczną, obłą sylwetkę z wysoko poprowadzoną linią okien i wyraźnie zarysowanymi nadkolami oraz łagodnie opadającą linią dachu. Masywna, wysoko zabudowana deska rozdzielcza zyskała centralnie umieszczony dotykowy ekran systemu multimedialnego oraz niżej ulokowany panel klimatyzacji. Kokpit wykonano mieszanką skóry i drewna. Oprócz dźwigni automatycznej skrzyni biegów zastosowano także dodatkowe manetki do manualnego trybu za kołem kierownicy.
Podstawową jednostką napędową pojazdu został silnik benzynowy w układzie V6 o pojemności 3.6 l i mocy maksymalnej 310 KM wyposażony w system start & stop oraz system dezaktywacji cylindrów, który odłącza dwa cylindry podczas spokojnej jazdy, a także 8-biegową automatyczną skrzynię biegów z funkcją Electronic Precision Shift. Napęd przekazywany był na przednią lub  obie osie pojazdu. Wersje przeznaczone na rynek chiński wyposażone zostały w czterocylindrowy, turbodoładowany silnik o pojemności 2 litrów.

### Lifting
W czerwcu 2019 Cadillac XT5 pierwszej generacji przeszedł kosmetyczną restylizację, która objęła głównie wygląd pasa przedniego. Przemodelowano głównie przedni zderzak, wkłady reflektorów oraz wypełnienie osłony chłodnicy, która zyskała mniej chromowanych akcentów.

### Sprzedaż
Pierwsze egzemplarze pojazdu pojawiły się w sprzedaży w połowie 2016 roku poczynając od wewnętrznego rynku amerykańskiego. Drugim dużym rynkiem zbytu zostały Chiny, gdzie samochód trafił także do lokalnej produkcji w zakładach w Szanghaju w kwietniu 2016. W tym samym roku samochód wprowadzono do ograniczonej dystrybucji na wybranych rynkach Europy Zachodniej, a ponadto – także w Korei Południowej.

### Silniki
- R4 2.0 Turbo LSY 237 KM (USA)
- R4 2.0 Turbo LTG 258 KM (Chiny)
- V6 3.6 High Feature LGX 310 KM (USA)

## Druga generacja

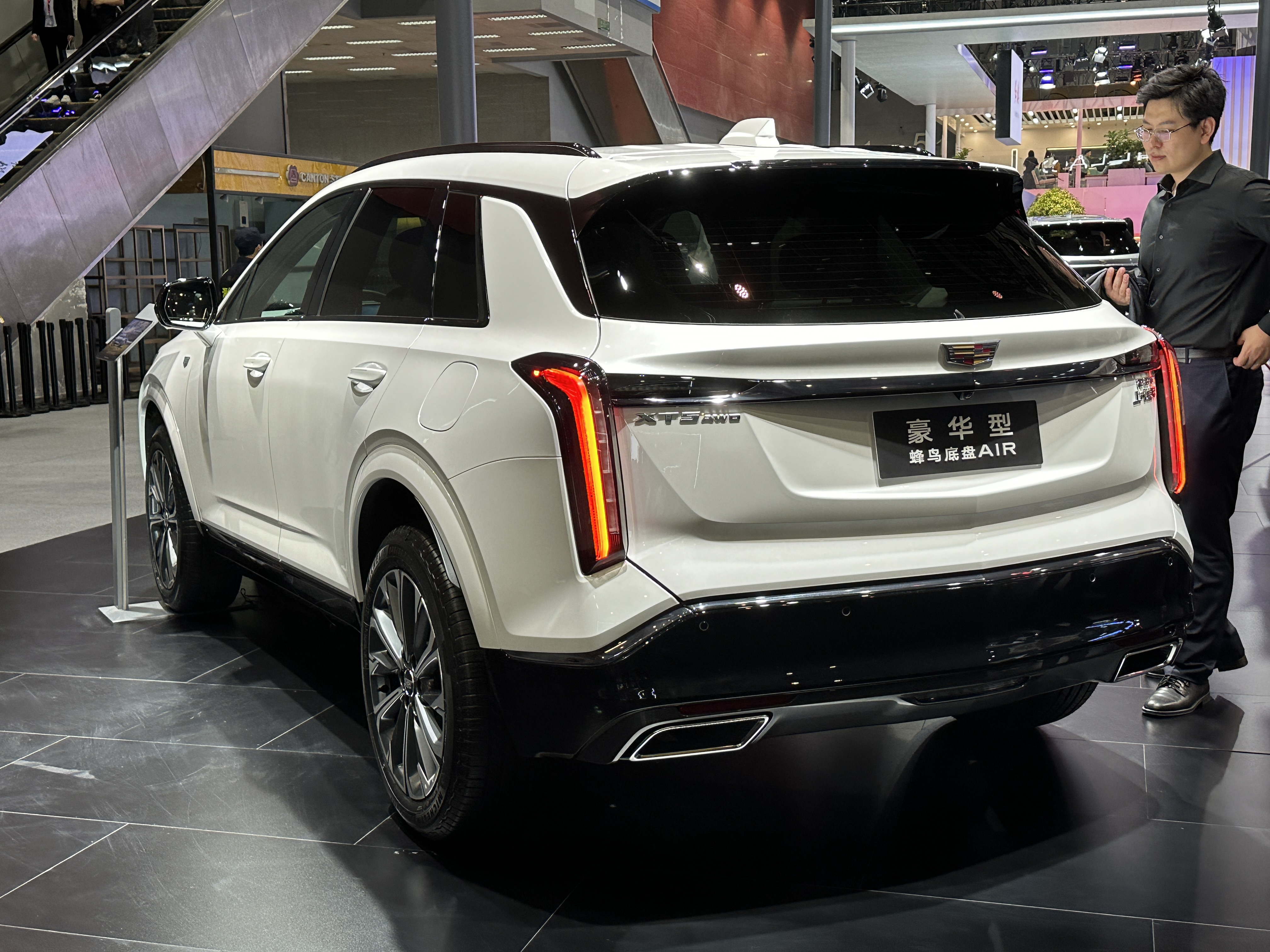
Cadillac XT5 II - tył

Cadillac XT5 I został zaprezentowany po raz pierwszy w 2024 roku.
Druga generacja XT5 przeszła obszerne zmiany w stosunku do poprzednika, upodobniając model do rozbudowanej w międzyczasie szerokiej gamy elektrycznych SUV-ów amerykańskiej firmy na czele z modelem Lyriq. Pas przedno zdominowała duża osłona chłodnicy w kształcie trapezu, a także dwurzędowe reflektory tworzone przez górny, wąski pas oświetlenia LED oraz niżej osadzone główne klosze reflektorów.
Podobnie jak stylistka nadwozia, jak i kabina pasażerska zyskała stylizację tożsamą z nową generacją modeli Cadillaka. Wysoko poprowadzony tunel środkowy nie zyskał połączenia z deską rozdzielczą, a tę zdominował zintegrowany wyświetlacz cyfrowych zegarów i systemu multimedialnego tworzony przez zakrzywiony ekran o przekątnej 33 cali.
Do napędu drugiej generacji Cadillaka XT5 został wykorzystany wyłącznie czterocylindrowy, 2-litrowy silnik benzynowy o mocy 227 KM, połączony z automatycznią przekładnią biegów i przenoszący moc na obie osie za pomocą napędu AWD.

### Sprzedaż
W przeciwieństwie do poprzednika, druga generacja Cadillaka XT5 powstała wyłącznie z myślą o rynku chińskim bez planów sprzedaży na dotychczasowych rynkach eksportowych i tylko tu trafiła do produkcji oraz sprzedaży tuż po premierze, w połowie sierpnia 2024. Pierwsze egzemplarze trafiły do nabywców w listopadzie 2024.

### Silnik
- R4 2.0 Turbo Mild Hybrid LXH 227 KM (Chiny)